# García Álvarez
García Álvarez (en latín: Garssie Alvarez dominus de Cayphas, antes de 1235-antes de 1257) fue por matrimonio Señor de Haifa. Aparentemente era un caballero castellano. Fue el segundo esposo de Helvis de Haifa, la hija mayor y heredera de Rohard II de Haifa, viuda de Godofredo Poulain. Por derecho de su esposa fue señor de Haifa. AsÍ es registrado en una carta en 1250 como Garssie Alvarez dominus de Cayphas. Después de su muerte en 1257 su esposa se casó por tercera vez con Juan de Valenciennes.